# Stazione carabinieri
La stazione carabinieri o comando stazione carabinieri è il reparto posto al livello più basso dell'organizzazione territoriale dell'Arma dei Carabinieri.

## Storia
Le stazioni sono sempre state presenti sin dal XIX secolo nel Corpo dei Carabinieri Reali. Al 2021 sono oltre 4500 le stazioni  dislocate capillarmente su tutto il territorio nazionale ed hanno competenza sul territorio di uno o più comuni italiani.

## Compiti
I comandi stazione hanno la diretta responsabilità del territorio di competenza, ed hanno compiti di controllo del territorio e di polizia giudiziaria. Forniscono l'accesso al pubblico per la ricezione di denunce, querele, atti amministrativi o giudiziari, per dirimere le private e pubbliche controversie ed anche per semplice consiglio nelle materie di competenza.

## Classificazione

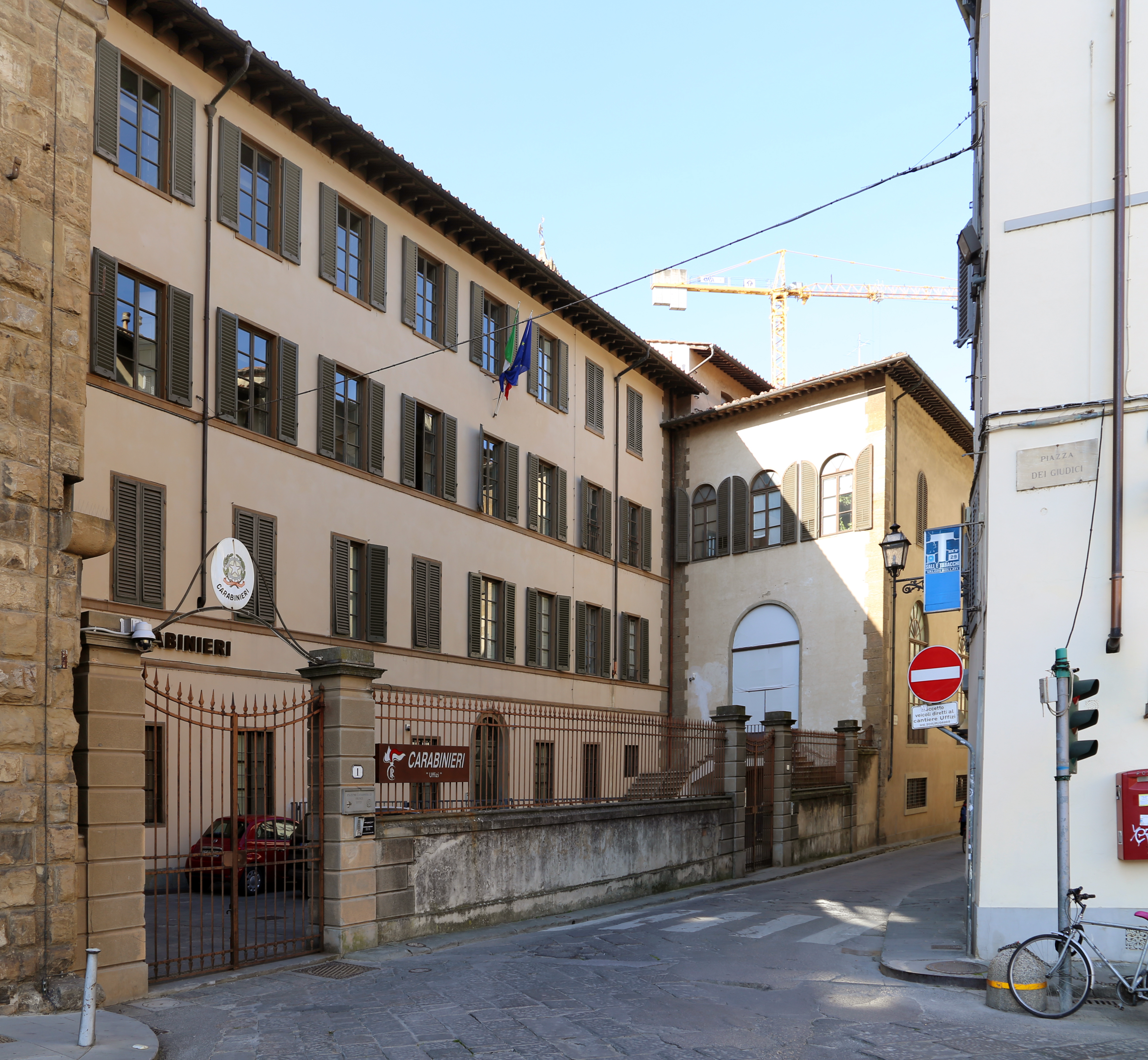
La stazione carabinieri Uffizi, all'interno di Palazzo dei Veliti a Firenze.

Le stazioni carabinieri sono solitamente formalmente denominate  "Comando Stazione Carabinieri di ..." seguito dal nome della località in cui si trovano. Per quanto riguarda le stazioni urbane la denominazione perde la preposizione "di" ed è seguita dal nome della città unitamente al nome del reparto (esempio: Stazione Carabinieri Milano Porta Monforte). Sono suddivise per impegno operativo e per dislocazione.
A seconda della loro dislocazione, vengono suddivise in:
- Stazioni capoluogo: hanno sede, solitamente, in un capoluogo, all'interno della stessa struttura ove è presente il comando superiore, ovvero il comando compagnia;
- Stazioni distaccate: hanno sede in una struttura diversa da quella del comando compagnia.

A seconda del diverso impegno operativo, vengono suddivise in tre fasce:
- Prima fascia: minor impegno operativo, hanno un orario d'apertura al pubblico che, di massima è di 6 ore giornaliere. Solitamente la mattina, ma gli orari possono variare a seconda degli impegni del Comando.
- Seconda fascia: medio impegno operativo, hanno un orario d'apertura al pubblico che, di massima, è di 8 ore giornaliere. Solitamente dalle 08:00 alle 18:00, 7 giorni su 7.
- Terza fascia: maggior impegno operativo, hanno un orario d'apertura al pubblico che, di massima, è di 12 ore giornaliere. Solitamente dalle 08:00 alle 22:00, 7 giorni su 7.

Oltre a tali suddivisione esistono sono le stazioni urbane, ovvero quelle che sono poste all'interno di grandi città. Anche in questo caso permane la suddivisione in stazioni urbane capoluogo in sede di comando superiore e stazioni urbane distaccate. Tutte le stazioni urbane sono, di massima, equiparabili a stazioni di "3^ fascia". Nelle metropoli almeno una delle stazioni urbane è aperta al pubblico h24.
Inoltre dal 1º gennaio 2017, con l'assorbimento del Corpo Forestale dello Stato nell'Arma Dei Carabinieri si sono aggiunte le Stazioni Carabinieri Forestale, che funzionalmente dipendono dai Gruppi Carabinieri Forestali situati in ogni provincia. Tali Stazioni si occupano in via principale di compiti già svolti con il Corpo Forestale, tuttavia possono ricevere il pubblico per segnalazioni, denunce/querele o per informazioni, inerenti situazioni di illeciti ambientali, abusi edilizi, maltrattamento di animali e altro di carattere sempre ambientale. Inoltre concorrono al controllo del territorio e nell'ordine pubblico.
Alcune stazioni possono avere alle dipendenze un posto fisso carabinieri, che funge da distaccamento del reparto in zone di particolare interesse operativo. Il posto fisso è solitamente capeggiato da un sottufficiale o da un graduato ed è direttamente dipendente dalla stazione.
I comandi possono essere rinforzati, qualora necessario, con l'assegnazione temporanea o permanente di una stazione mobile carabinieri, un furgone con allestimento speciale che permette di svolgere le funzioni del reparto in mobilità ed in situazioni di emergenza.

## Composizione
La forza organica prevista per le stazioni, ovvero i militari effettivi al singolo reparto, varia da un minimo di 4 unità ad un massimo di 20-30 unità per i comandi stazione più grandi.

### Il comandante di stazione
Le stazioni sono comandate da un appartenente al ruolo ispettori e, quindi, da militari con il grado di luogotenente C.S., luogotenente, Maresciallo maggiore, maresciallo capo, maresciallo ordinario. In casi eccezionali vengono comandate anche da un maresciallo.
Il ruolo del comandante di stazione e quello della stazione va oltre lo svolgimento delle normali attività di polizia, presidio e controllo del territorio. Specialmente nelle zone rurali o nelle piccole città tale ruolo diviene un rapporto di conoscenza diretta e reciproca con il cittadino che richiama e ricerca la funzione di “rassicurazione sociale”. Il comandante di stazione ed i carabinieri che costituiscono la stazione divengono spesso un punto di riferimento sociale ed umano oltre che professionale. I cittadini si affidano a loro per ricevere un parere sulle questioni più disparate, per un consiglio o un aiuto, non limitandosi alla mera attività burocratica.

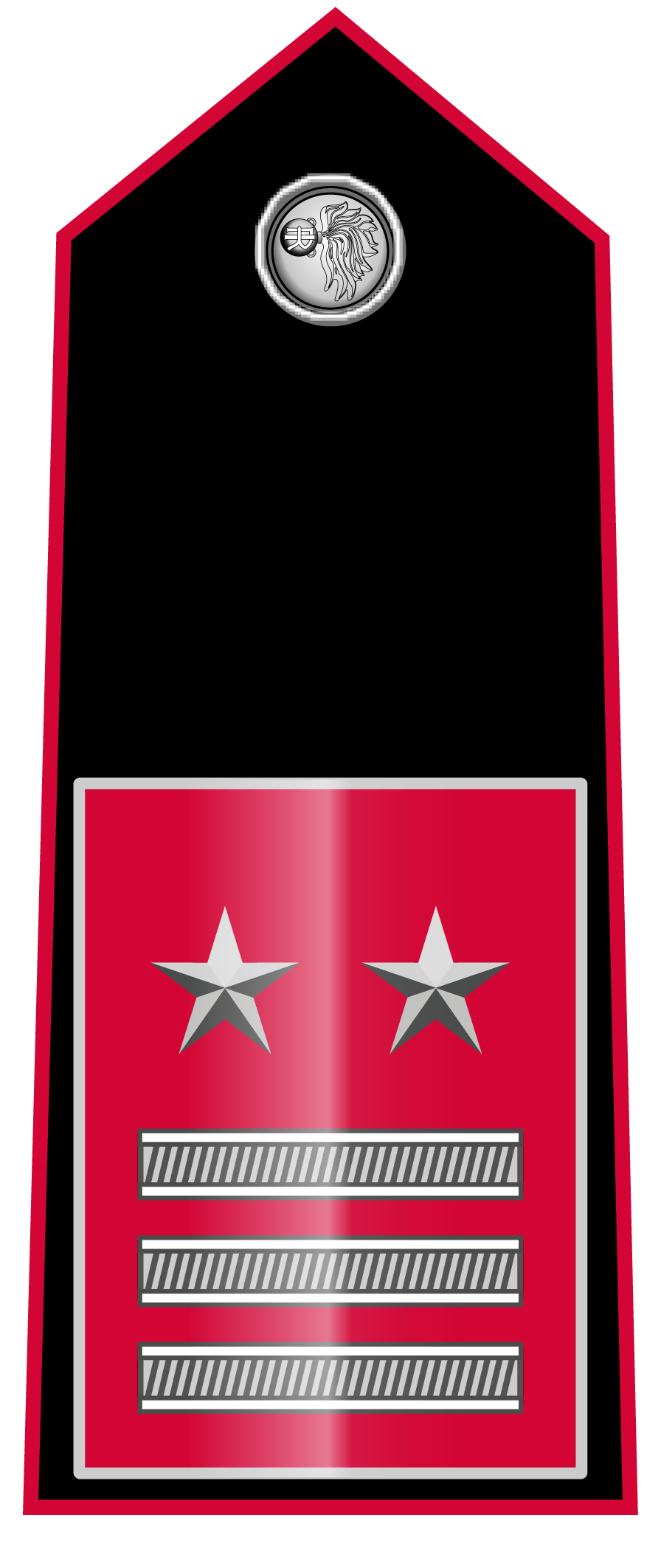
Luogotenente C.S.
Luogotenente
Maresciallo maggiore
Maresciallo capo
Maresciallo ordinario
Maresciallo
Distintivo da braccio per comandante di stazione

### Veicoli in dotazione

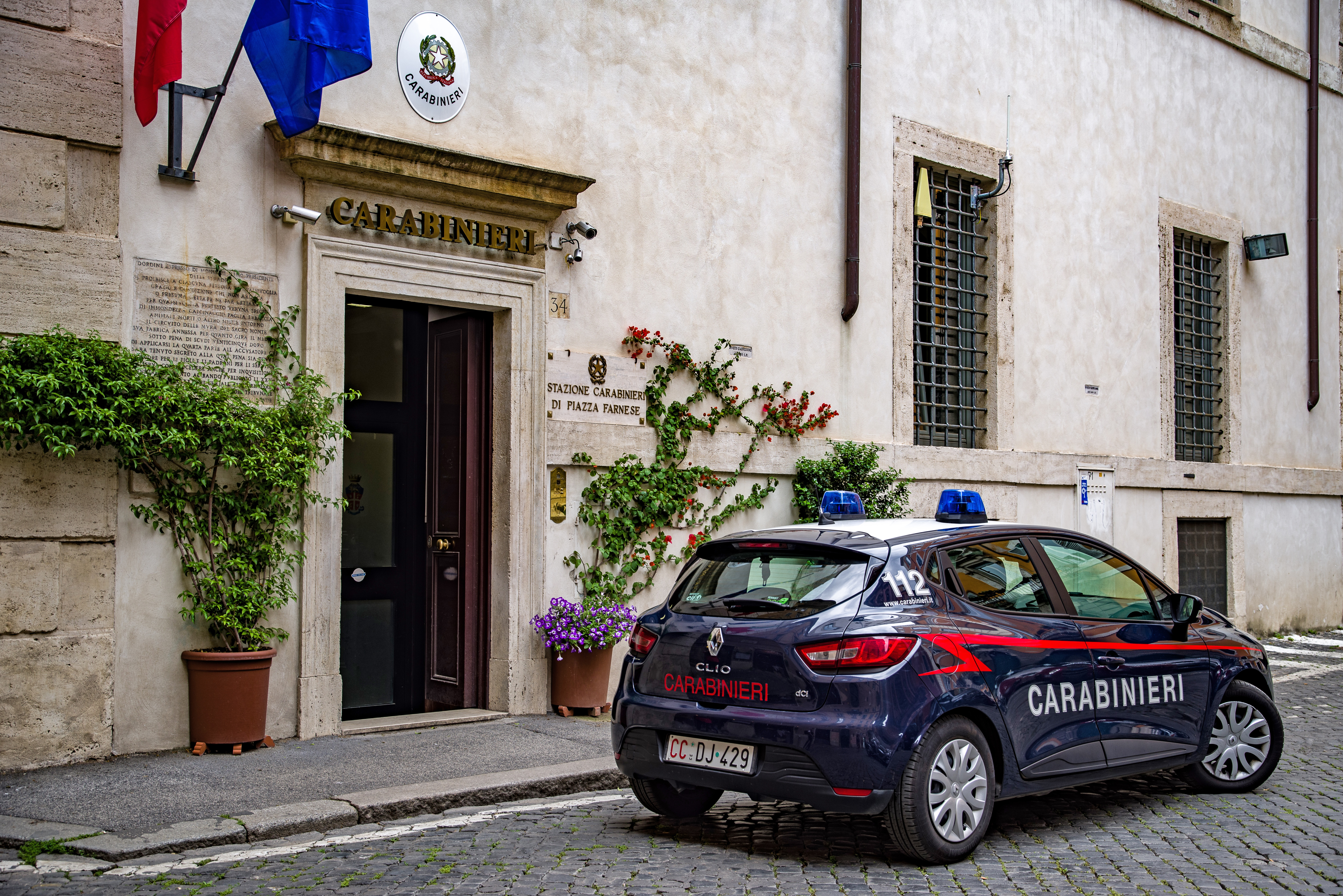
Renault Clio IV di fronte alla stazione carabinieri Roma Piazza Farnese

I veicoli in dotazione differiscono a seconda delle necessità, dell'impiego operativo e della conformazione del territorio di competenza del reparto. Generalmente, un comando stazione ha in dotazione almeno due autoveicoli per l'esecuzione dei servizi d'istituto. 
- Fiat Grande Punto; (in pensionamento sostituita da Fiat Tipo Restyling)
- Fiat Punto (2012); (in pensionamento sostituita da Fiat Tipo Restyling)
- Fiat Panda (anche 4x4)[10];
- Jeep Renegade[11]; (anche Restyling)
- Renault Clio IV[12]; (in pensionamento sostituita da Fiat Tipo Restyling)
- Fiat Tipo[13];
- Toyota Yaris[14]
- Subaru Forester (quasi tutte sostituite con Jeep Renegade)
- Land Rover Defender 90; (quelle che rimangono usate per rare occasioni che ne richiedono l'utilizzo)
- Suzuki Jimny.

Veicoli speciali:
- Fiat Ducato Maxi, con allestimento speciale quale stazione mobile carabinieri, assegnato temporaneamente o permanentemente in caso di necessità;
- Mitsubishi i-MiEV, per alcuni comandi stazione dislocati in zone metropolitane;
- Motoslitta, per i comandi stazione dislocati in zone di montagna;
- Motovedette, per i comandi stazione dislocati in zone insulari, lacustri ed in alcune zone costiere;
- Motovedette lagunari, per i comandi stazione di Venezia.

### Armamento
L'armamento individuale per i militari effettivi al comando stazione è composto da:
- pistola Beretta 92 nelle versioni SB e FS;
- spray OC urticante anti aggressione

L'armamento ordinario di reparto è composto da:
- pistola mitragliatrice Beretta PM12-S2, quale arma di reparto nei servizi di istituto - destinata alla dismissione;
- pistola mitragliatrice Beretta PMX, introdotte dal 1º giugno 2019 e destinate a sostituire le PM12[16].
- fucile a canna liscia Franchi Spas 15 MIL;
- fucile d'assalto Beretta 70/90.
- sfollagente oppure "tonfa" estensibile. Strumenti per la difesa non letale e per servizi di Ordine Pubblico.